# 伊戈尔·卡西纳
伊戈尔·卡西纳（義大利語：Igor Cassina，1977年8月15日—），意大利男子竞技体操运动员。他曾代表意大利获得2004年夏季奥运会体操比赛男子单杠金牌。他也参加了2000年和2008年夏季奥运会。